# 프리메이슨 목록
프리메이슨 목록(영어: List of Freemasons)은 알파벳순으로 나열된 유명한 프리메이슨 회원들의 명단의 링크를 제공한다. 프리메이슨은 전 세계적으로 다양한 형태로 존재하는 친목단체이다. 역사를 통틀어 일부 회원은 그들이 프리메이슨이란 사실을 공개하지 않았지만, 다른 일부 회원들은 그들의 가입을 비밀로 하지 않고 공개하였다. 프리메이슨의 기록을 뒤져봐야 신분을 증명할 수 있는 경우도 존재한다. 이러한 기록은 대부분 개별 롯지 수준에서 보관되며 화재, 홍수, 품질의 악화 또는 단순한 부주의로 인해 손실 될 수 있다. 그랜드 롯지의 관리는 변화 또는 재편성되어 회원 또는 이름, 번호, 위치 또는 존재에 대한 기록이 추가로 손실되었을 수도 있다. 정부가 프리메이슨을 억압 한 지역에서는 전체 그랜드 롯지의 기록이 파괴되었다. 이 때문에 프리메이슨 회원 자격을 확인하기 어려울 수 있다.  

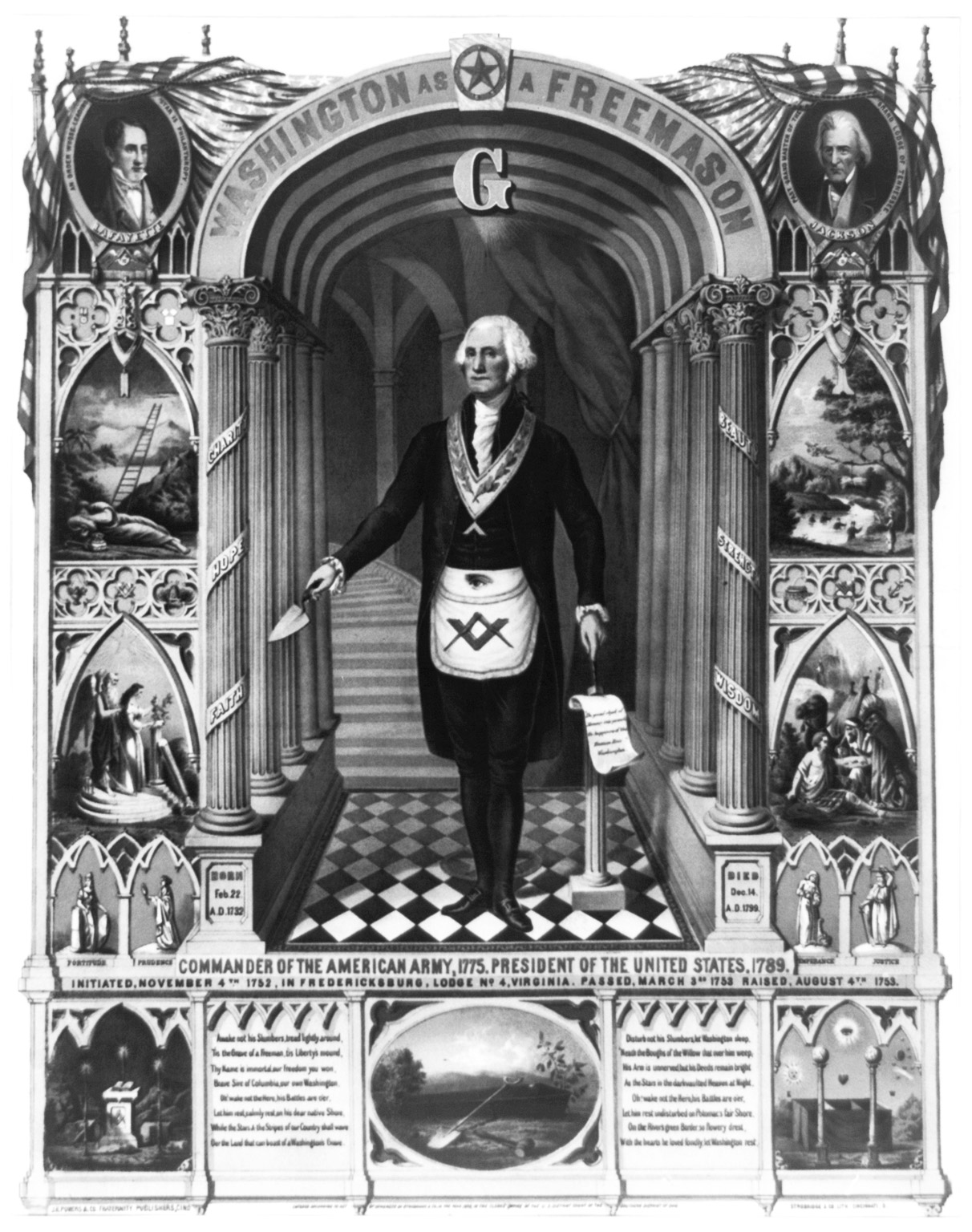
미국의 초대 대통령 조지 워싱턴, 그는 프리메이슨 회원 중 하나였다.

검색의 용이성을 위해 목록은 알파벳끼리 짝을 지어서 분류되었다. 하위 문서들에 나와있다.  
- 프리메이슨 목록 (A–D)
- 프리메이슨 목록 (E–Z)